# Analogue 3D
L'Analogue 3D est une future console de jeux vidéo retro, conçue et fabriquée par Analogue, prévue pour 2025.

## Caractéristiques
Selon Christopher Taber, fondateur d'Analogue, l'équipe développe la console depuis 2020.
L'Analogue 3D est une refonte contemporaine de la Nintendo 64. Elle tourne grâce à son propre système d'exploitation intitulée Analogue OS.
La console est dotée de composants reprogrammables de type FPGA (field-programmable gate array) qui lui permet de fonctionner comme le matériel d'origine, et évite l'émulation,.
Elle permet une compatibilité avec les anciennes cartouches de la Nintendo 64 de toutes les régions (européennes, américaines ou japonaises). Elle permet également de connecter jusqu'à quatre manettes de jeu Nintendo 64 d'origine. Cependant, l'entreprise a collaboré avec 8BitDo afin de concevoir sa propre manette « retro », connectée à la console grâce à une connexion sans fil Bluetooth.
L’Analogue 3D est compatible avec les écrans contemporains via une connectique HDMI. Elle peut aussi recréer l’affichage des téléviseurs d'époque dont à tube cathodique,. Elle prend en charge la format d'image en 4K.